# Sittards
Het Sittards is het Limburgse dialect dat in de stad Sittard gesproken wordt.

## Positie
Hoewel Sittard, Geleen en de gemeente Born één agglomeratie vormen en sinds 2001 ook één gemeente (Sittard-Geleen), zijn de dialecten van deze twee plaatsen geenszins gelijk; het Sittards verschilt aanzienlijk van het Geleens. Het vertoont de meeste verwantschap met de dialecten die direct over de grens, in de Duitse gemeente Selfkant, gesproken worden, en met het dialect van Koningsbosch, zie ook Land van Gulik. Voor het overige is het Sittards een typisch overgangsdialect van de Midden-Limburgse dialecten en het Zuid-Limburgs dat in het Heuvelland gesproken wordt.

## Kenmerken
Het Sittards hoort taalkundig tot de Oost-Limburgse dialecten. Het verschilt dan ook - met name op het gebied van de fonologie - niet zo veel van de echte Midden-Limburgse dialecten zoals het Roermonds. Toch zijn er kenmerkende verschillen: een Sittardenaar zal zeggen: Veijer beijer veur enne gujje veijer (Vier bier voor f 1,04) terwijl een Roermondenaar zegt: Veer beer veur enne gulje veer. Ook heeft het Sittards invloeden van het Ripuarisch. Roermonds: kruuske (kruisje). In het Sittards gebruikt men het ripuarisme krutske. In de indeling van het Woordenboek van de Limburgse Dialecten valt het Sittards onder het Zuidelijk Oost-Limburgs en het Roermonds onder het Noordelijk Oost-Limburgs.
Een belangrijk kenmerk waardoor het Sittards zich bij de Midden-Limburgse dialecten aansluit is de mouillering (Sittard en Geleen zijn ongeveer de zuidelijkst gelegen plaatsen van het aaneengesloten mouilleringsgebied), dat wil zeggen de verandering van -nd en -nt in -ndj resp. -ntj (landj, lontj). Iets typisch Zuid-Limburgs of zelfs Zuidoost-Limburgs, is de eindklank -sj waar andere dialecten -s of -rs hebben. Het dialect van Sittard heet dan het Zittesj, en de bewoners van de provincie zijn Limburgesj. Een fles wordt een flesj. Zeer kenmerkend voor het Sittards is verder dat deze eindklank ook voorkomt in woorden waar andere Limburgse dialecten -rs hebben, bijvoorbeeld in woosj ("worst"; vgl. het Roermondse wórs).
Wat Sittard met het Heuvelland én Midden-Limburg deelt en waardoor het zich van Venlo, Maastricht en  Belgisch Limburg onderscheidt is dat het ten oosten van de Panninger linie ligt. Hierdoor heeft het Sittards sjlum, sjnappe, sjlech, sjtaon en zjwiege voor "slim", "snappen", "slecht", "staan" en "zwijgen". Dit kenmerk is in de regio zeer algemeen. De medeklinkercluster sjw- aan het begin van woorden (bijvoorbeeld in sjwans, "staart") is een kenmerk dat het Sittards deelt met het Roermonds en Posterholts, al lijkt deze combinatie in het Sittards gaandeweg te veranderen in zjw-.
Net als veel andere Limburgse dialecten heeft het Sittards tonaliteit. Hierdoor ontstaan homoniemen als klam (sleeptoon) (Nederlands:) "klam" versus klam (stoottoon) "klimspoor", en teen (sleeptoon) "tin" versus teen (stoottoon) "teen", waarbij het onderscheid tonemisch bepaald is. Ook zijn er woorden waar hiermee enkelvoud en meervoud onderscheiden worden, bijvoorbeeld: bein (sleeptoon) "been" versus bein (stoottoon) "benen" en paert (sleeptoon) "paard" versus paert (stoottoon) "paarden".
Op het gebied van de morfofonologie kenmerkt het Sittards zich vooral door het verschijnsel dat het diminutieve achtervoegsel -ke verandert in -ske na -ch, -k en -ng; buik-buikske ("boeken/boekje"), sjpang-sjpèngske ("speld/speldje"), baoch-bäöchske ("boog/boogje").

### Sittardse diftongering

Verspreidingsgebied van de Sittardse diftongering (naar Dols,1953). Het niervormig gebied is in roodachtige tinten weergegeven. Het roze kerndeel is Selfkant, dat tot Duitsland behoort.

Het meest kenmerkend aan het Sittards is de zogeheten Sittardse diftongering, dat wil zeggen het verschijnsel dat wanneer in een dialect ten noorden van Sittard in een bepaald woord de ee of de oo heeft, en op deze klinker de stoottoon rust, datzelfde woord in het Sittards een ei of een ou heeft. Hierin verschilt het Sittards met vrijwel alle dialecten in de omgeving, behalve met de aangrenzende dialecten in Duitsland. Het gebied waarin dit voorkomt is beperkt en niervormig. Het beslaat precies de gehele Duitse gemeente Selfkant (met dicht bij Sittard gelegen dorpen als Tüddern, Havert, Wehr, Millen, maar ook Höngen, Saeffelen, Wehrhagen, Süsterseel en Hillensberg) en loopt uit over een aangrenzende rand op Nederlands gebied, die een boog vormt rond Sittard, van Echterbosch via Einighausen naar Amstenrade en Schinveld. Men zou eventueel ook kunnen spreken van een 'Selfkantse diftongering'. Vermoedelijk is het diftongeringsgebied eerder een relict-enclave dan een vernieuwingsgebied.
Vergelijk:
| Nederlands | Roermonds | Maastrichts | Sittards |
| niet       | neet      | neet        | neit     |
| leren      | lere      | liere       | leiere   |
| bloed      | blood     | blood       | bloud    |
| niemand    | geine     | gene        | geine    |
| bier       | beer      | beer        | beier    |
| vier       | veer      | veer        | veier    |

De Sittardse diftongering is voor het eerst bestudeerd in het postuum uitgegeven proefschrift van de Sittardse taalkundige Willy Dols (1953). Dols situeerde het ontstaan van het verschijnsel in de 16e eeuw en bracht het in rechtstreeks verband met de verschillen in toonhoogte, door aan te tonen dat de tweeklanken moesten zijn ontstaan met als doel de verschillen tussen stoot- en sleeptoon nog eens extra te benadrukken. Ook constateerde Dols dat het verschijnsel eveneens werd toegepast op in het Sittards overgenomen leenwoorden.
Het verschijnsel is later opnieuw onderzocht door onder andere de Nijmeegse taalkundige Carlos Gussenhoven. Hij heeft geconstateerd dat de diftongering in lettergrepen met een stoottoon in het Sittards is gefonologiseerd, wat wil zeggen dat de ontstane tweeklanken gaandeweg als afzonderlijke klanken werden gezien.

## Geschreven teksten

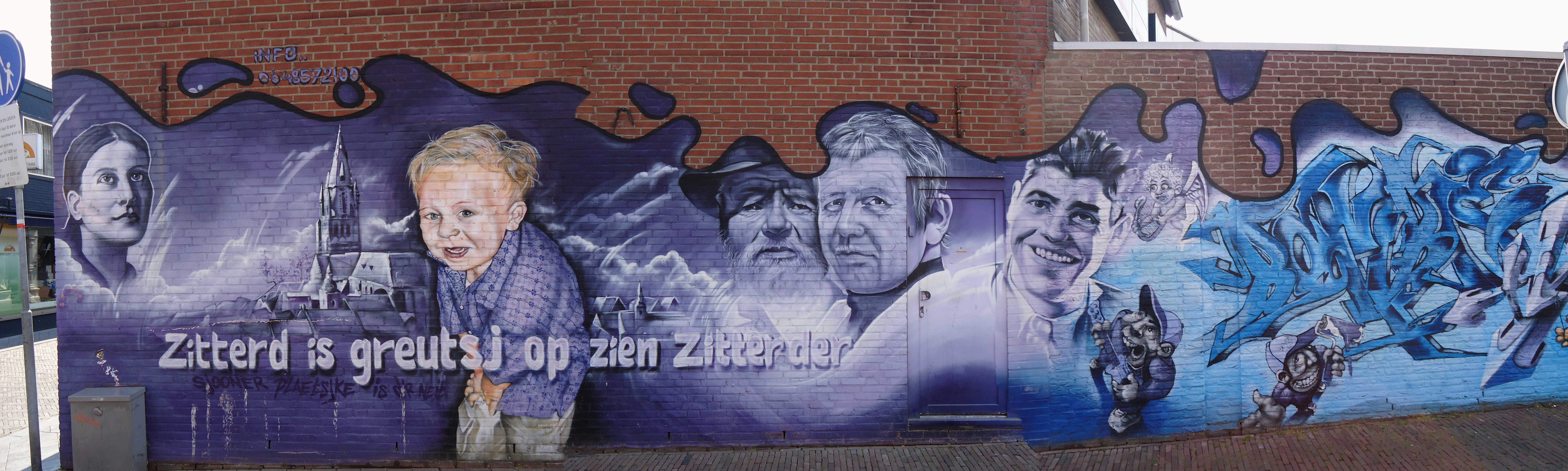
Geschreven Sittards in een graffiti, Sittard is trots op zijn Sittardenaren

Liedjes in het Sittards werden gezongen door de troubadour Jo Erens en de meer chansonnier-achtige liedjeszanger Frits Rademacher. Beiden waren eind jaren 50 en begin jaren 60 van de 20e eeuw zeer populair. Van recenter datum zijn de Janse Bagge Band en Wim Leentjens. Ook de in Nederland zeer bekende cabaretier Toon Hermans schreef (carnavals)liedjes in het Sittards, aan het eind van zijn leven schreef hij tevens een aantal niet direct op carnaval gerichte liedjes in zijn moedertaal.
Uit Sittard komen ook enkele dichters, waarvan Charles Beltjens, Felix Rutten en Arthur Laudy de bekendste zijn.
Er is een Veldeke-kring te Sittard, waarvan sommige leden (onder meer Albaer Sluis en Phil Schaeken) geregeld in het verenigingsblad Veldeke publiceren.
Er bestaat een Sittards-Nederlands woordenboek en een Nederlands-Sittards woordenboek. Ook is er een Sittardse variant op het Groene Boekje, 't Gruin Buikske.